# Аксел Вицел
Аксел Вицел (на френски: Axel Witsel; роден на 12 януари 1989 в Лиеж) е белгийски футболист, играе като полузащитник и се състезава за Жирона и Белгия. Корените на баща му са от Мартиника, а майка му е белгийка.

## Клубна кариера

### Стандарт Лиеж
На 17 септември 2006 г. 17-годишният Вицел прави дебюта си за Стандарт Лиеж в официален мач срещу ФК Брюксел, заменяйки в 89 минута Стивън Дефур. 11 дни по-късно прави и дебюта си в Европа, отново влизайки като резерва.
През сезон 2007/08 е ключва фигура в отбора на Стандарт, който става шампион в края на сезона. По това време Вицел е на 18 години. Успява да заформи успешно трио в центъра на терена заедно с други двама млади и талантливи белгийци – Стивън Дефур и Маруан Фелайни. Вкарва решителната дузпа в плейофа, която носи на Стандарт шампионската титла. Също така става и най-добър млад играч в Белгия.
На 20 август 2009 г. чупи крака на Марчин Василевски, след като стъпва на крака му по време на мача между Стандарт и Андерлехт. Наказан е до 23 ноември от Белгийската футболна асоциация, но после наказанието е смалено на осем мача.

### Бенфика
На 13 юли 2011 г. Вицел преминава в португалския Бенфика като подписва 5-годишен договор. На 24 август Вицел вкарва два гола в плейофа за влизане в групите на Шампионска лига срещу Твенте. На 9 януари вкарва гол при победата с 4 – 1 срещу Витория Гимараеш. Прави асистенция към Нолито при друго 4 – 1 срещу Витория Сетубал. на 18 януари 2012 г. вкарва гол срещу Санта Клара

### Зенит
На 3 септември 2012 г. Вицел подписва 5-годишен договор с руския шампион Зенит. Сумата по трансфера е 40 милиона евро.
На 14 септември 2012 г. Вицел прави дебюта си за Зенит, заменяйки Игор Денисов в 69-ата минута в домакинския мач срещу Терек Грозни.

## Национален отбор
Вицел играе за почти всички младежки и юношески формации на страната си. През 2007 г. участва с Испания до 21 години на Европейското първенство до 21 години, а отбора му достига до полуфиналите.
Дебютът си за Белгия прави на 26 март 2008 г. в контрола срещу Мароко. Мачът е загубен с 4 – 1, но Вицел вкарва и първия си гол за родината си.

## Отличия

### Клубни

#### Стандарт Лиеж
- Белгийска Про Лига: 2 
 2007/08, 2008/09
- Купа на Белгия: 1 
 2010/11
- Суперкупа на Белгия: 2 
 2008, 2009

#### Бенфика
- Купа на лигата на Португалия: 1 
 2011/12

### Индивидуални
- Най-добър млад играч на Белгийското първенство: 1 
 2007/08
- Златна обувка на Белгийското първенство: 1 
 2008